# بوتيجلييرا ألتا
بوتيجلييرا ألتا هي كومونا (مقاطعة) في مدينة تورينو الحضرية على بعد حوالي 25 كيلومترا (16 ميل) من تورينو في وادي سوسا في بيدمونت ، شمال إيطاليا، ليست بعيده عن أفيليانا (إيطاليا) ، التي كانت ذات يوم جزءا منها.

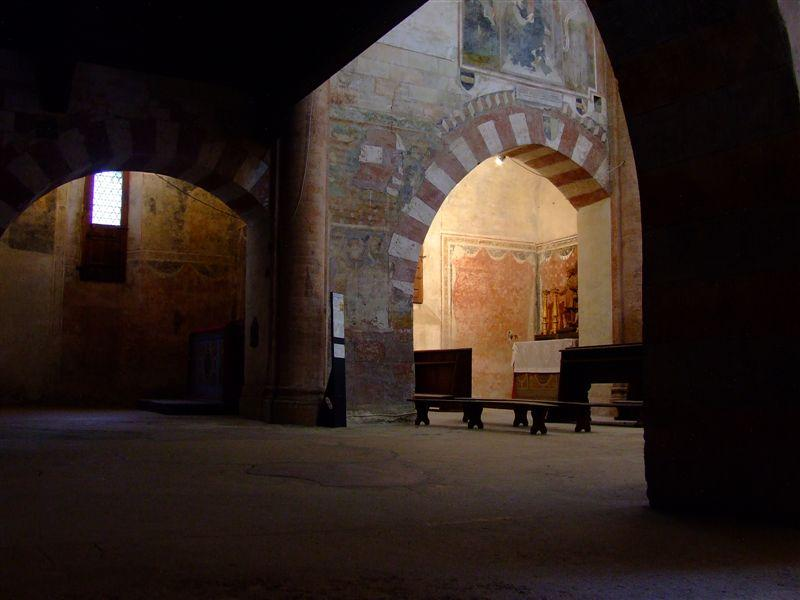
المناطق الداخلية من سانت أنطونيو دي رانفيرسو.

## تاريخ
أصبحت بوتيغلييرا إقطاعية مستقلة لأول مرة في عام 1619 عندما تلقى جيوفاني كارون إقطاعيات بوتيغلييرا وأوريولا وكيس نيكولا - بالإضافة إلى لقب الكونت - من دوق تشارلز إيمانويل الأول من سافوي.
ومنذ تلك النقطة الزمنية ، كان تاريخ بوتيغلييرا مرتبطا ارتباطا وثيقا بتاريخ عائلة كارون، حتى توفي آخر فرد في العائلة ، كليمنتينا كارون ، في أبريل 1912.
في القرن العشرين ، أنشأت مجموعة فيات (FIAT) أحد مصانعها المعدنية في فيريرا ، وهي فرازيون من بوتيجلييرا ألتا.

## المعالم السياحية الرئيسة
ساكرا دي سان ميشيل القريب، ويقع عند مدخل وادي سوزا.
مبدأ سانت أنطونيو دي رانفيرسو.

## روابط خارجية
- Official website